# Deutsche Leichtathletik-Hallenmeisterschaften 1984
Die 31. Deutschen Leichtathletik-Hallenmeisterschaften fanden am 10. und 11. Februar 1984 in der Hanns-Martin-Schleyer-Halle in Stuttgart statt.

## Medaillengewinner

### Frauen
| Disziplin   | Gold                                                               | Leistung    | Silber                                                                  | Leistung    | Bronze                                                                 | Leistung    |
| ----------- | ------------------------------------------------------------------ | ----------- | ----------------------------------------------------------------------- | ----------- | ---------------------------------------------------------------------- | ----------- |
| 60 m        | Edith Oker LG Bayer Leverkusen                                     | 7,31 s      | Heidi-Elke Gaugel VfL Sindelfingen                                      | 7,34 s      | Resi März MTV Ingolstadt                                               | 7,48 s      |
| 200 m       | Ute Thimm TV Wattenscheid 01                                       | 23,35 s     | Michaela Schabinger MTV Ingolstadt                                      | 23,57 s     | Corinna Krug Eintracht Hamm                                            | 24,10 s     |
| 400 m       | Christina Sussiek LG Bayer Leverkusen                              | 52,66 s     | Gisela Kinzel Eintracht Hamm                                            | 53,17 s     | Helga Arendt Eintracht Hamm                                            | 53,41 s     |
| 800 m       | Petra Kleinbrahm LG Bayer Leverkusen                               | 2:01,67 min | Martina van Dam LAV Bayer Uerdingen/Dormagen                            | 2:02,17 min | Brigitte Brückner LAC Quelle Fürth                                     | 2:02,49 min |
| 1500 m      | Brigitte Kraus ASV Köln                                            | 4:08,15 min | Roswitha Gerdes ASV Köln                                                | 4:10,03 min | Birgit Schmidt LC Paderborn                                            | 4:11,32 min |
| 60 m Hürden | Edith Oker LG Bayer Leverkusen                                     | 8,09 s      | Ulrike Denk LG Bayer Leverkusen                                         | 8,17 s      | Gudrun Lattner TSV Abensberg                                           | 8,29 s      |
| 4 × 200 m   | Eintracht HammCorinna Krug Gaby Bußmann Helga Arendt Gisela Kinzel | 1:35,15 min | MTV IngolstadtResi März Petra Rappe Barbara Kellner Michaela Schabinger | 1:36,62 min | LG Bayer LeverkusenEdith Oker Bianca Betz Erika Weinstein Susanne Meiß | 1:36,63 min |
| Hochsprung  | Ulrike Meyfarth LG Bayer Leverkusen                                | 1,95 m      | Brigitte Holzapfel TV Wattenscheid 01                                   | 1,89 m      | Andrea Breder SV Saar 05 Saarbrücken                                   | 1,87 m      |
| Weitsprung  | Anke Weigt LG Bayer Leverkusen                                     | 6,48 m      | Jasmin Feige LG Bayer Leverkusen                                        | 6,31 m      | Andrea Breder SV Saar 05 Saarbrücken                                   | 6,23 m      |
| Kugelstoßen | Claudia Losch LAC Quelle Fürth                                     | 19,83 m     | Birgit Petsch LG Bayer Leverkusen                                       | 17,73 m     | Mechthild Schönleber ASV Köln                                          | 16,62 m     |

### Männer
| Disziplin      | Gold                                                                          | Leistung    | Silber                                                            | Leistung    | Bronze                                                            | Leistung    |
| -------------- | ----------------------------------------------------------------------------- | ----------- | ----------------------------------------------------------------- | ----------- | ----------------------------------------------------------------- | ----------- |
| 60 m           | Christian Haas LAC Quelle Fürth                                               | 6,55 s      | Werner Bastians TV Wattenscheid 01                                | 6,69 s      | Christian Zirkelbach LAC Quelle Fürth                             | 6,72 s      |
| 200 m          | Ralf Lübke LG Bayer Leverkusen                                                | 20,57 s     | Ingo Froböse ASV Köln                                             | 21,49 s     | Christian Müller LG Frankfurt                                     | 21,74 s     |
| 400 m          | Hartmut Weber VfL Kamen                                                       | 45,97 s     | Erwin Skamrahl SV Union Groß-Ilsede                               | 46,42 s     | Klaus Just FV Salamander Kornwestheim                             | 47,18 s     |
| 800 m          | Hans-Peter Ferner MTV Ingolstadt                                              | 1:48,63 min | Dieter Riebe LG Bayer Leverkusen                                  | 1:48,96 min | Thomas Wilking VfL Kamen                                          | 1:49,19 min |
| 1500 m         | Uwe Becker VfL Wolfsburg                                                      | 3:44,99 min | Karl-Heinz Seck TV Gelnhausen                                     | 3:46,22 min | Jürgen Grothe VfL Waiblingen                                      | 3:46,50 min |
| 3000 m         | Patriz Ilg LAC Quelle Fürth                                                   | 7:54,88 min | Karl Fleschen LG Bayer Leverkusen                                 | 7:55,33 min | Uwe Mönkemeyer TV Wattenscheid 01                                 | 7:55,75 min |
| 60 m Hürden    | Axel Schaumann MTV Stuttgart                                                  | 7,72 s      | Jürgen Schoch FV Salamander Kornwestheim                          | 7,82 s      | Wolfgang Muders LG Bayer Leverkusen                               | 7,85 s      |
| 4 × 400 m      | LG Bayer LeverkusenHans-Josef Haas Edelbert Parr Christoph Trappe Rolf Dresen | 3:07,94 min | VfL SindelfingenGerd Benz Martin Weppler Martin Bürkle Uwe Fegert | 3:08,11 min | VfL KamenMark Henrich Oliver Kastner Thomas Wilking Hartmut Weber | 3:09,18 min |
| 3 × 1000 m     | VfB StuttgartHerbert Wursthorn Hans Allmandinger Andreas Baranski             | 7:04,51 min | TB EmmendingenUlrich Hildebrandt Reinhard Aechtle Harald Olbrich  | 7:07,41 min | MTV IngolstadtArmin Steller Hans Lang Hans-Peter Ferner           | 7:11,57 min |
| Hochsprung     | Dietmar Mögenburg ASV Köln                                                    | 2,31 m      | Carlo Thränhardt ASV Köln                                         | 2,31 m      | Andre Schneider-Laub TV Wattenscheid 01                           | 2,23 m      |
| Stabhochsprung | Peter Volmer TV Wattenscheid 01                                               | 5,40 m      | Gerhard Schmidt VT Zweibrücken                                    | 5,40 m      | Günther Lohre FV Salamander Kornwestheim                          | 5,30 m      |
| Weitsprung     | Markus Kessler VfL Wolfsburg                                                  | 7,85 m      | Joachim Busse LG Bayer Leverkusen                                 | 7,79 m      | Uwe Palm USC Mainz                                                | 7,72 m      |
| Dreisprung     | Ralf Jaros DJK Agon 08 Düsseldorf                                             | 15,97 m     | Ulrich Wrede LAC Quelle Fürth                                     | 15,84 m     | Dieter Stotz VfB Stuttgart                                        | 15,78 m     |
| Kugelstoßen    | Udo Gelhausen LG Bayer Leverkusen                                             | 19,44 m     | Claus-Dieter Föhrenbach USC Heidelberg                            | 18,61 m     | Werner Hartmann VfL Buchloe                                       | 18,58 m     |